# EPB41L2
EPB41L2‏ (Erythrocyte membrane protein band 4.1 like 2) هوَ بروتين يُشَفر بواسطة جين EPB41L2 في الإنسان.